# Арсанукаева, Малика Султановна
Малика Султановна Арсанукаева (род. 7 сентября 1955, Новопавловка, Фрунзенская область) — кандидат экономических наук, доктор юридических наук, доцент. В 2011—2016 годах — профессор кафедры предпринимательского права, гражданского и арбитражного процесса Российской правовой академии Минюста России (Всероссийского государственного университета юстиции). В 2016—2017 годах — профессор кафедры гражданского процесса и организации службы судебных приставов университета.

## Биография

### Юность
По национальности чеченка, представительница тайпа цонтарой. Родилась в 7 сентября 1955 года в селе Новопавловка Кызыл-Аскерского района Киргизской ССР. Из депортации семья вернулась в 1957 году. Все родственники Малики сначала поселились в посёлке Мичурина (район Грозного), но жить уехали в Наурский район Чечено-Ингушской АССР, в совхоз имени В. И. Ленина. Когда в совхозе открыли большую школу, Малика пошла в первый класс. Тогда ей едва исполнилось 6 лет. Родители Малики приложили все усилия к тому, чтобы она и все её братья и сестра получили высшее образование и выбрали профессию по усмотрению своих детей. Отец Малики Султан привозил домой целые упаковки книг чтобы привить детям любовь к чтению. Ещё школьницей Малика выписывала книги из разных издательств. Также Малика брала книги из сельской библиотеки. Кроме того, помогали ей литературой и школьные учителя.
В 1971 году она окончила школу и получила аттестат о среднем образовании. Вступительные экзамены на исторический факультет Чечено-Ингушского государственного университета сдала на «хорошо» и «отлично». В 1976 году окончила университет, получив диплом с отличием. Решением учёного совета университета Малика единогласно была рекомендована для поступления в аспирантуру.

### Карьера
В 1977—1980-е годы училась в очной целевой аспирантуре Института социологических исследований (ИСИ) Академии наук СССР. В 1983 году защитила диссертацию на соискание учёной степени кандидата экономических наук по специальности «Прикладная социология». Её научным руководителем был известный учёный, доктор экономических наук, член-корреспондент АН СССР, директор ИСИ АН СССР Тимон Васильевич Рябушкин.
В 1986 году, пройдя конкурс, начала работать старшим научным сотрудником в Чечено-Ингушском НИИ истории, экономики, социологии и филологии (ныне Институт гуманитарных наук). Из-за военных действии в Чечне семье пришлось покинуть Грозный и переехать в Москву.
В 2006 году с отличием окончила факультет второго высшего образования Московского университета потребительской кооперации по специальности «Юриспруденция». В том же году стала соискателем-докторантом Московской государственной юридической академии, где в 2010 году защитила докторскую диссертацию. Научный консультант — доктор юридических наук, профессор, Заслуженный деятель науки Российской Федерации Игорь Андреевич Исаев.
Является автором свыше 150 научных и учебно-методических работ по теории и истории государства и права, гражданскому и арбитражному процессу, прикладной социологии, в том числе — трёх монографий, изданных в России и за рубежом. Она также поддерживает научные и творческие связи со многими учебными заведениями и научными центрами Российской Федерации. Сотрудничает с исследователями стран СНГ, Польши (Варшавского университета, Университета имени Марии Склодовской-Кюри в Люблине, университета имени Николая Коперника в Торуни, Католического университета имени Иоанна Павла II в Люблине, Жешувского университета) и других стран.
В 2009—2017 годах работала в Российской правовой академии Минюста России (Всероссийском государственном университете юстиции) преподавала «Гражданский процесс», «Проблемы типизации исков в судебно-арбитражной практике», «Правовое регулирование трансграничных банкротств» и др.. Также в 1999—2009 годах являлась старшим преподавателем, доцентом, профессором Московского университета потребительской кооперации (Российского университета кооперации). В 2014—2015 и 2016—2017 годах по совместительству преподавала в Московском государственном юридическом университете имени О. Е. Кутафина. Является специалистом в области истории права и государства, гражданского и арбитражного процесса, прикладной социологии.

## Награды
- Почётная грамота Министерства юстиции Российской Федерации[8].
- Благодарность ректората Всероссийского государственного университета юстиции (РПА Минюста России)[8].
- Почётная грамота ректората Российского университета кооперации[8].
- Почётный диплом Судейского сообщества Чеченской Республики «За вклад в развитие юридической науки»[8].

### Книги
- Арсанукаева М. С. Религиозный фактор государственно-правовой политики Российской империи в Чечне и Ингушетии (XIX — начало XX в.): монография. — М.: Дашков, 2010. — 338 с. — ISBN 5394010323.
- Арсанукаева М. С. Государственно-правовая политика Российской империи в Чечне и Ингушетии (XIX — начало XX вв.): основные направления, методы и последствия: монография. — М.: Дашков, 2012. — 494 с. — ISBN 5394018995.
- Арсанукаева М. С. Правовая культура чеченцев и ингушей (XIX — начало XX века): монография. — М.: РПА, 2009. — 198 с. — ISBN 5891721740.

### Статьи
- Арсанукаева М. С., Батаева Р. Б. Генерал Эрис-Хан Султан-Гирей Алиев: основные этапы службы в Российской императорской армии. — Магас: ООО «КЕП», 2014. — С. 3—11. — ISBN 9785906177681.
- Арсанукаева М. С. Национальные формирования народов Кавказа в первой мировой войне.
- Арсанукаева М. С., Биттирова Т. Ш. Философия правовой культуры. Теория права. Теория государства // Правовая культуры : журнал. — 2015. — № 3. — С. 3—38.
- Арсанукаева М. С. Освобождение зависимых сословий в Чечне и Ингушетии в 60-х гг. XIX в..
- Арсанукаева М. С. Постановка аграрного вопроса и наделение землёй привилегированных лиц в Чечне и Ингушетии в XIX — начале XX вв.. — 2010. — Январь.
- Арсанукаева М. С. Кровная месть по адатам чеченцев и ингушей (XIX — начало XX века). — 2009. — Январь.
- Арсанукаева М. С. Аграрные преобразования в равнинных и предгорных районах Чечни и Ингушетии во второй половине XIX — начале XX вв.. — 2011. — Январь.
- Арсанукаева М. С. Сделки с нефтеносными участками в грозненском нефтепромышленном районе (XIX — нач. XX вв.). — 2012. — Январь.
- Арсанукаева М. С. Проекты решения земельного вопроса в нагорной полосе Чечни и Ингушетии (вторая половина XIX — начало XX вв.). — 2012. — Январь.
- Арсанукаева М. С. Исполнение в обычном праве народов Северного Кавказа (XIX — начало XX в.). — 2012. — Январь.
- Арсанукаева М. С. Сельские (аульные) суды в горских районах Северо-Восточного Кавказа (вторая половина XIX - начало XX века). — 2012. — Январь.
- Арсанукаева М. С. Суннитские мазхабы: история возникновения, особенности и перспективы развития // Религия и право : журнал. — 2004. — № 2.
- Арсанукаева М. С. Сельские (общественные) органы управления в Чечне в первой половине XIX - начале XX вв. // Учёные труды Российской академии адвокатуры и нотариата : журнал. — 2010. — № 2. — С. 20—26.
- Арсанукаева М. С. Имущественные отношения в правовой культуре чеченцев (XIX — начало XX вв.) // Ценности и смыслы : журнал. — 2010. — № 4. — С. 102—115.
- Арсанукаева М. С. Введение российской правовой системы в горских районах Северного Кавказа в первые десятилетия XIX века // Вестник Российской правовой академии : журнал. — 2010. — № 2. — С. 12—17.
- Арсанукаева М. С. Сделки с нефтеносными участками в Грозненском нефтепромышленном комплексе (XIX — начало XX вв.) // Предпринимательское право : журнал. — 2011. — № 1. — С. 40—45.
- Арсанукаева М. С., Халифаева А. К. Третейское судопроизводство в горских округах Северного Кавказа (XIX — начало XX вв.) // Третейский суд : журнал. — 2011. — № 4. — С. 186—190.
- Арсанукаева М. С. Аграрные преобразования в равнинных и предгорных районах Чечни и Ингушетии во второй половине XIX — начале XX вв. // Аграрное и земельное право : журнал. — 2011. — № 11. — С. 10—17. — ISSN 18151329.
- Арсанукаева М. С. Проекты решения земельного вопроса в нагорной полосе Чечни и Ингушетии (вторая половина XVIII — первая половина XIX вв.) // Евразийский юридический журнал : журнал. — 2012. — № 4. — С. 117—118. Архивировано 18 сентября 2017 года.
- Арсанукаева М. С. Наказание горцев Северного Кавказа по законам Российской Империи (вторая половина XVIII — первая половина XIX вв.) // Вестник Академии генеральной прокуратуры Российской Федерации : журнал. — 2013. — № 6. — С. 52—58.
- Арсанукаева М. С. Роль обычая и норм шариата в регулировании общественных отношений у народов Северного Кавказа (XIX — начало XX вв.) // Евразийский юридический журнал : журнал. — 2014. — № 6. — С. 192—195.
- Арсанукаева М. С. Административные реформы в горских районах Северного Кавказа (XIX — начало XX вв.) // Вестник Российской правовой академии : журнал. — 2015. — № 3. — С. 14—17. — ISSN 20729936.